# Friedrich Frankowitsch

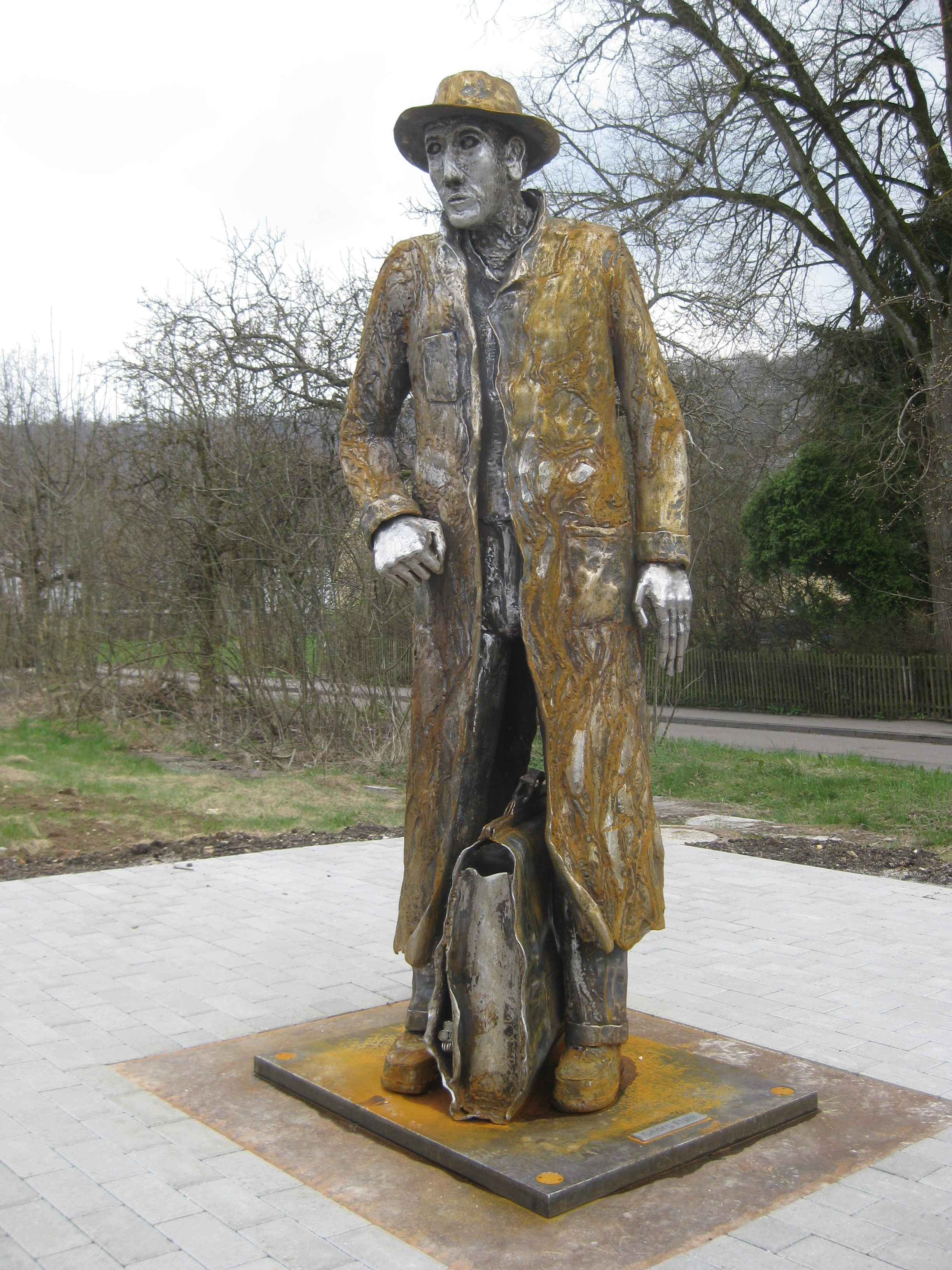
Georg-Elser-Denkmal von Friedrich Frankowitsch in Königsbronn, 2010.

Friedrich Frankowitsch (* 1959 in Sontheim an der Brenz) ist ein deutscher Bildhauer, der Skulpturen aus Schrott anfertigt.
Ursprünglich Requisiteur bei Theater und Oper, begann Frankowitsch 1993 damit, nicht mehr nur die Vorgaben der Regisseure, sondern auch eigene Ideen umzusetzen. 
2000 stellte Frankowitsch in Ulm, 2001 in Tübingen aus. Heute lebt der Autodidakt als freischaffender Künstler in Sontheim. Seine Werke werden beispielsweise auch in Linz oder Saint-Valery-en-Caux ausgestellt.
Im Brenzer Schloss in Sontheim ist eine ständige Ausstellung mit Objekten von Frankowitsch. Am Marktplatz in Brenz befindet sich ein Skulpturenpark mit seinen Werken. 
2010 schuf Frankowitsch aus Stahlresten eine Skulptur, die den Widerstandskämpfer Georg Elser zeigt, wie er mit Dynamitstangen im Koffer auf einen Zug in Richtung München wartet.